# Encyclopedia of China Publishing House

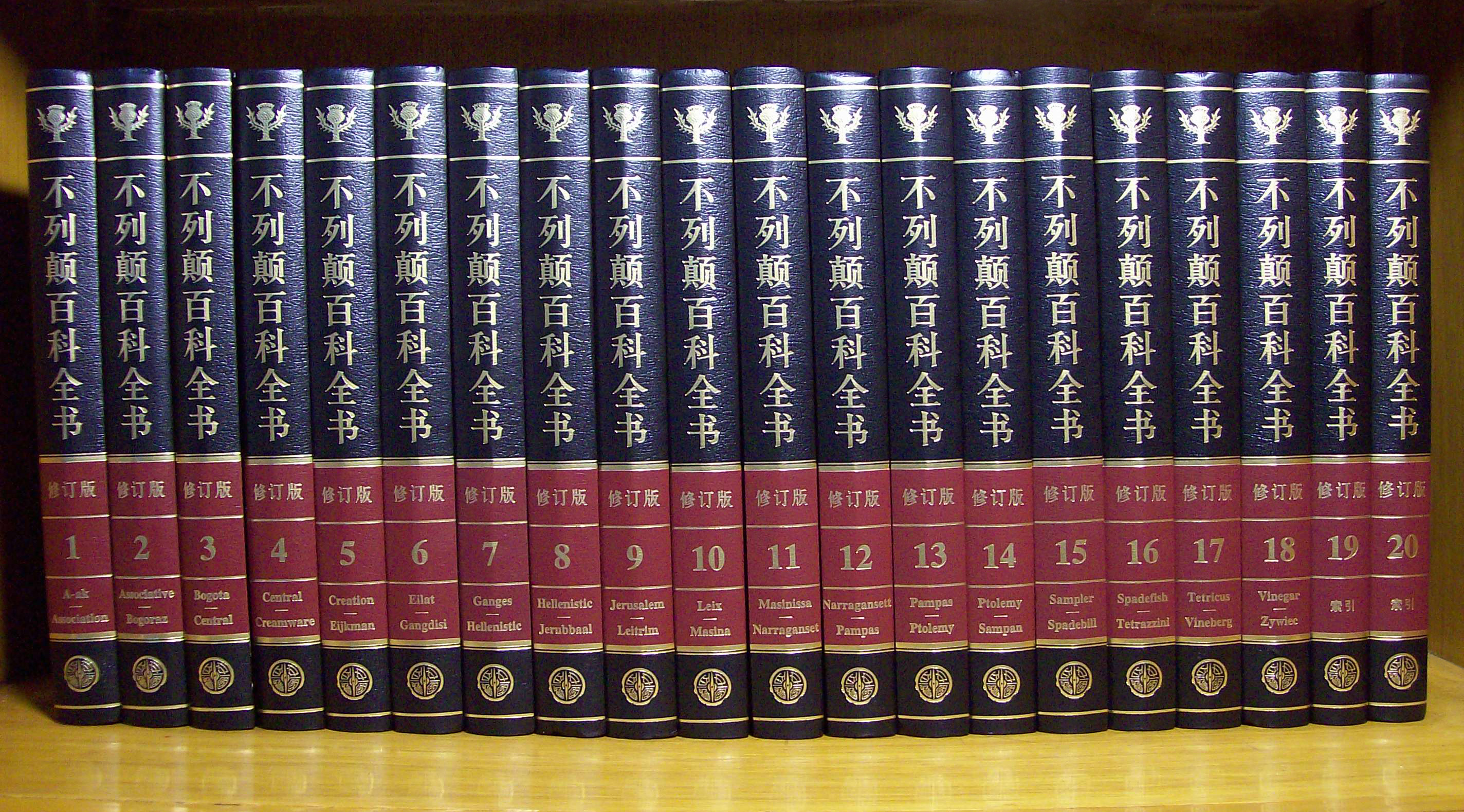
Encyclopaedia Britannica (édition internationale), 20 volumes

L'Encyclopedia of China Publishing House (中国大百科全书出版社) est une maison d'édition chinoise fondée le 18 novembre 1978. The Publishing House a publié l'Encyclopédie de Chine (中国大百科全书) et la version chinoise de l'Encyclopædia Britannica.

## Source de la traduction
- (en) Cet article est partiellement ou en totalité issu de l’article de Wikipédia en anglais intitulé « Encyclopedia of China Publishing House » (voir la liste des auteurs).